# Zëri i popullit
Zëri i popullit («Голос народу») — албанська щоденна газета. Видається з 25 серпня 1942 6 раз на тиждень. Спочатку була друкованим органом Комуністичної партії Албанії/Албанської партії праці, з 1992 року — Соціалістичної партії Албанії. Ідеологічно газета також змінювалася: у період НРА/НСРА — марксизм-ленінізм, сталінізм-ходжаїзм; після падіння комуністичного режиму перейшла на соціал-демократичні позиції.
У 1971 році тираж газети становив 90 тис. примірників. У 2002 році — 5 167 примірників.
Першим головним редактором газети був Енвер Ходжа. Зараз цю посаду займає Олдрін Даліп — депутат албанського парламенту від Соціалістичної партії Албанії.